# Le Verger
Le Verger (tiếng Breton: Gwerzher) là một xã của tỉnh Ille-et-Vilaine, thuộc vùng Bretagne, miền tây bắc nước Pháp.

## Dân số
Người dân ở Le Verger được gọi là Vergéens.
| Năm | 1962 | 1968 | 1975 | 1982 | 1990 | 1999 | 2008 |
| --- | ---- | ---- | ---- | ---- | ---- | ---- | ---- |
| Dân số | 385  | 395  | 653  | 722  | 915  | 1099 | 1500 |
| From the year 1962 on: No double counting—residents of multiple communes (e.g. students and military personnel) are counted only once. |      |      |      |      |      |      |      |

## Town partnerships
There is a partnership arrangement with the German community of Hahn am See.